# Gerben Vreugdenhil
Gerben Jan Marco Vreugdenhil (Geldrop, 27 november 1961) is een Nederlandse bedrijfseconoom, registeraccountant, bestuurder en Leefbaar Rotterdam-politicus.

## Biografie
Vreugdenhil ging naar de middelbare school in Breda en studeerde bedrijfseconomie en een postdoctorale opleiding accountancy aan de Katholieke Universiteit Brabant. Van 1987 tot 1989 was hij controle-leider bij Arthur Andersen in Den Haag en van 1990 tot 1992 was hij stafmedewerker van de raad van bestuur bij Bührman-Tetterode in Amsterdam. Van 1992 tot 1994 was hij management consultant financial management & business appraisal bij Coopers & Lybrand in Rotterdam.
Vreugdenhil was tussen 1994 en 2008 financieel directeur van lnrada Group in Schiedam, Syngenta Seeds BV in Enkhuizen, ADP Nederland BV in Rotterdam en Akron Investment BV in Hoofdorp. Van 1998 tot 2005 was hij lid van de raad van commissarissen van Akron Investment GmbH in Wenen. Van 2008 tot juni 2017 was hij medeoprichter en eigenaar van Sectie5 Investments NV in Amsterdam.
Vreugdenhil was namens Leefbaar Rotterdam van mei 2014 tot maart 2020 en van maart tot juni 2022 gemeenteraadslid in Rotterdam. Hij werd in 2019 verkozen tot Rotterdamse politicus van het jaar. Van maart 2020 tot maart 2022 was hij financieel directeur van het Warmtebedrijf Rotterdam.
Vreugdenhil was vanaf 16 juni 2022 namens Leefbaar Rotterdam wethouder van Rotterdam en had hij in zijn portefeuille Financiën, Organisatie, Dienstverlening en Grote Projecten. Op 30 augustus van dat jaar is hij op doktersadvies gestopt als wethouder van Rotterdam. De portefeuille Grote Projecten en Vastgoed werd waargenomen door Robert Simons en de portefeuille Organisatie, Dienstverlening, Financiën werd waargenomen door Maarten Struijvenberg.